# Верхняя Лука (Челябинская область)
Верхняя Лука́ — посёлок в Усть-Катавском городском округе Челябинской области России.

## География
Расположен в устье Кургашанского ручья на правом берегу реки Юрюзань (по реке проходит граница с Башкортостаном) в 20 км к северу от Усть-Катава (по автодорогам — 38 км).
Имеется подъездная дорога к посёлку от деревни Вергаза.

## Население
| 2002 | 2010 |
| ---- | ---- |
| 26   | ↘18  |

Гендерный состав
По данным Всероссийской переписи, в 2010 году численность населения посёлка составляла 18 человек (8 мужчин и 10 женщин).